# The Last American Hero
The Last American Hero, Brasil: O Importante é Vencer , é um drama estadunidense de 1973 baseado na história real do piloto americano da NASCAR Júnior Johnson. O filme foi dirigido por Lamont Johnson e estrelado Jeff Bridges como Junior Jackson, o personagem baseado em Johnson.
O filme faz parte da lista dos 1000 melhores filmes de todos os tempos do The New York Times.